# Komarevo (distrikt i Bulgarien, Vratsa)
Komarevo (bulgariska: Комарево) är ett distrikt i Bulgarien.   Det ligger i kommunen Obsjtina Bjala Slatina och regionen Vratsa, i den nordvästra delen av landet, 90 km nordost om huvudstaden Sofia.
Trakten runt Komarevo består till största delen av jordbruksmark. Runt Komarevo är det ganska glesbefolkat, med 45 invånare per kvadratkilometer.